# کوروین هانش
کوروین هانش (انگلیسی: Corwin Hansch؛ ۶ اکتبر ۱۹۱۸ – ۸ مهٔ ۲۰۱۱) یک دانشمند در زمینه شیمی آلی اهل ایالات متحده آمریکا و مشهور به پدر دانش شیمی محاسباتی بوده است.
عمده شهرت هانش به دلیل کشف معادله هانش و الگوی کمی وابستگی کنش به ساختار است که در آن برای نخستین بار برای رشد گیاهان از رایانه استفاده گردید. وی همچنین برنده جوایزی همچون کمک هزینه گوگنهایم شده است.